# Alexandrijnse Oorlog
De Alexandrijnse Oorlog (Latijn: bellum Alexandrinum) is de benaming voor de oorlog van Julius Caesar en Cleopatra tegen Ptolemaeus XIII en Arsinoë IV in 48 v.Chr.

## Wat voorafging
Cleopatra was net 18 jaar oud toen haar vader Ptolemaeus XII, de farao van Egypte, overleed. Als oudste kind werd zij medeheerser van Egypte, samen met haar 12-jarige broer Ptolemaeus XIII. Ze trouwden met elkaar om aan het traditionele beeld van koning en koningin te voldoen. In feite regeerde Cleopatra vrijwel alleen, maar in 49 of 48 v.Chr. wist een groep medestanders achter de jonge koning Cleopatra af te zetten, die gedwongen was Egypte te ontvluchten. Vanuit Syria begon ze een burgeroorlog tegen haar broer. In de herfst van 48 bracht Ptolemaeus zijn eigen macht in gevaar door zich in de zaken van Rome te mengen: toen de voor Caesar vluchtende Pompeius bescherming zocht in Alexandrië, liet Ptolemaeus hem vermoorden om bij Caesar in de gunst te komen. Caesar vond dit echter zodanig vreselijk dat hij een deel van de Egyptische hoofdstad innam. Hij kreeg gedaan dat Cleopatra weer als mederegente werd erkend. Ptolemaeus XIII mobiliseerde daarop, met hulp van zijn raadgevers Achillas en Potheinus, het Egyptische leger en trok ten strijde tegen de Romeinen.

## De Alexandrijnse Oorlog
Het Egyptische leger bestond uit ongeveer 20.000 soldaten en 2.000 ruiters. Caesar werd verrast door de vijandigheden: hij had slechts 4.000 soldaten tot zijn beschikking, waarmee hij geen kans zou hebben in een rechtstreekse confrontatie. Hij liet het paleis in Alexandrië bezetten en gijzelde de koninklijke familie. Daarna liet hij Ptolemaeus XIII de gezanten Dioskorides en Serapion naar Achillas sturen om te onderhandelen, maar deze werden door Achillas gedood. Achillas trok Alexandrië binnen en bezette een groot deel van de stad. Caesar stuurde schepen naar de buurprovincies voor versterkingen en verschanste zich in het paleis.
De Egyptenaren wisten het paleis te omsingelen en de haven af te sluiten. Een aanval op het paleis werd door de Romeinen afgeslagen. Caesar wist de Egyptische vloot in brand te steken, waarbij ook de Bibliotheek van Alexandrië in vlammen zou zijn opgegaan. Dit laatste lijkt echter onwaarschijnlijk, omdat er tot in de 4e eeuw berichten over de bibliotheek zijn; misschien is slechts een gedeelte verbrand. Na de vernietiging van de vloot kon Caesar de Pharos van Alexandrië, de beroemde vuurtoren van de stad, innemen. Hiermee had hij weer de controle over de haven, zodat versterkingen de haven konden binnenvaren. In het strijdgewoel kon Cleopatras zuster Arsinoë IV met haar mentor Ganymedes uit het paleis ontsnappen. Zij sloot zich aan bij Achillas en werd tot koningin van Egypte uitgeroepen. Zij en Achillas kregen ruzie over het commando en Arsinoë liet Achillas ten slotte uit de weg ruimen: Ganymedes werd de nieuwe bevelhebber. Ganymedes liet eerst de watertoevoer naar het paleis blokkeren en daarna zout zeewater naar het paleis pompen, waardoor de Romeinen zonder drinkwater kwamen te zitten, maar Caesar liet diepe waterbronnen slaan, waardoor de crisis bezworen werd. Versterkingen gestuurd door Gnaeus Domitius Calvinus konden de haven binnenvaren nadat Caesar een Egyptische blokkadevloot had verslagen. Daarna werd het Pharos-eiland geheel veroverd, maar bij gevechten op de dam die het eiland met het vasteland verbond raakten de Romeinse soldaten in paniek toen ze door de Egyptische vloot in de rug werden aangevallen. Caesar en zijn soldaten moesten voor hun leven zwemmen naar de verderop gelegen Romeinse vloot. Hierbij verloren de Romeinen 400 legioensoldaten en een nog groter aantal vlootsoldaten. De Egyptenaren vroegen Caesar om Ptolemaeus XIII vrij te laten, omdat ze ontevreden waren over het beleid van Arsinoë. Caesar stemde toe en liet Ptolemaeus vrij, die onmiddellijk het bevel van Arsinoë overnam.
Kort daarop arriveerde Caesars bondgenoot Mithridates van Pergamon uit Syria met versterkingen in Egypte. Hij nam Pelusium en Leontopolis in: Memphis onderwierp zich daarop zonder gevecht aan de Romeinen. Mithridates trok op naar Alexandrië terwijl Ptolemaeus hem tegemoetkwam om een vereniging met Caesar te verhinderen. Caesar ging hem achterna en bereikte na een gevecht met de Egyptenaren het leger van Mithridates. Samen versloegen ze het Egyptische leger, waarbij Ptolemaeus verdronk.

## Achteraf
Na de dood van Ptolemaeus herstelde Caesar Cleopatra op de troon, met een andere jongere broer, Ptolemaeus XIV Theos Philopator II, als nieuwe co-heerser.